# Mads Rolander
Mads Rolander (født 1. marts 1985) er en dansk håndboldspiller, der spiller som playmaker hos Fredericia HK i Håndboldligaen. Han har tidligere spillet for  Ikast FS, Århus GF og Emmen (Holland).

## Eksterne links
- Spillerinfo (Webside ikke længere tilgængelig)